# Tiếng Yiddish
Tiếng Yiddish (ייִדיש, יידיש hay אידיש, yidish/idish, nghĩa đen "(thuộc về) Do Thái", phát âm [ˈjɪdɪʃ] [ˈɪdɪʃ]; trong tài liệu cổ ייִדיש-טײַטש Yidish-Taitsh, nghĩa là "[tiếng] Do Thái-Đức" hay "[tiếng] Đức Do Thái") là ngôn ngữ lịch sử của người Do Thái Ashkenaz. Nó hình thành vào khoảng thế kỷ IX ở Trung Âu, mang đến cho cộng đồng người Ashkenaz khi đó một ngôn ngữ German với những yếu tố lấy từ tiếng Hebrew và tiếng Aram. Tiếng Yiddish được viết bằng một dạng chữ Hebrew nguyên âm hoá.
Tài liệu cổ nhất nhắc đến ngôn ngữ có từ thế kỷ XII, gọi nó là לשון־אַשכּנז (loshn-ashknaz, "tiếng Ashkenaz"), hay טײַטש (taytsh), một biến thể của tiutsch - tên gọi đương thời của tiếng Thượng Đức trung đại. Thông tục thì ngôn ngữ này cũng được gọi là yiמאַמע־לשון (mame-loshn, nghĩa đen "tiếng mẹ đẻ"), trái với לשון־קדש (loshn koydesh, "tiếng Thánh"), tức tiếng Hebrew và Aram. Từ "Yiddish", rút gọn của Yidish Taitsh "tiếng Đức Do Thái", không thường xuyên được dùng để chỉ ngôn ngữ này cho đến tận thế kỷ XVIII.
Tiếng Yiddish hiện đại có hai dạng chính. Tiếng Yiddish Đông thường gặp hơn. Nó gồm những phương ngữ Đông Nam (Ukraina-Rômania), Trung Đông (Ba Lan–Galicia–Đông Hungary), và Đông Bắc (Litva–Belarus). Dạng Yid Đông mang trong mình nhiều từ vựng gốc Slav. Tiếng Yiddish Tây chia thành các phương ngữ Tây Nam (Thuỵ Sĩ–Alsace–Nam Đức), Tây Trung (Trung Đức), và Tây Bắc (Hà Lan–Bắc Đức). Tiếng Yiddish có mặt trong một số cộng đồng người Do Thái Haredi rải rác toàn cầu, là ngôn ngữ thứ nhất ở nhà, trường, cùng nhiều bối cảnh xã hội khác với nhiều người Do Thái Haredi.